# 2012. évi téli ifjúsági olimpiai játékok
A 2012. évi téli ifjúsági olimpiai játékok, hivatalos nevén az I. téli ifjúsági olimpiai játékok egy több sportot magába foglaló nemzetközi sportesemény volt, melyet az ausztriai Innsbruckban rendeztek meg 2012. január 13. és 22. között. Ez volt a második ifjúsági olimpia, de téliből az első. A rendezvényen 14 és 18 év közötti sportolók vettek részt, ahol 7 sportág 15 szakágának 63 versenyszámában avattak bajnokot. Az ifjúsági olimpián 1058 sportoló vett részt.
Magyarország sportolói 2 ezüstérmet szereztek.

## A pályázat
| Város     | Ország     | Kapott szavazat |
| Innsbruck | Ausztria   | 84              |
| Kuopio    | Finnország | 15              |

A NOB 2008. december 12-i bejelentése szerint az első téli ifjúsági olimpiai játékokat Innsbruck rendezheti.
Innsbruck korábban 1964-ben és 1976-ban téli olimpiát rendezett.

## Részt vevő nemzetek
- Andorra (AND) (4)
- Argentína (ARG) (5)
- Ausztrália (AUS) (13)
- Ausztria (AUT) (81)
- Belgium (BEL) (7)
- Bosznia-Hercegovina (BIH) (4)
- Brazília (BRA) (2)
- Bulgária (BUL) (11)
- Chile (CHI) (5)
- Ciprus (CYP) (1)
- Csehország (CZE) (24)
- Dánia (DEN) (5)
- Dél-afrikai Köztársaság (RSA) (1)
- Dél-Korea (KOR) (28)
- Egyesült Államok (USA) (57)
- Eritrea (ERI) (1)
- Észtország (EST) (17)
- Fehéroroszország (BLR) (16)
- Finnország (FIN) (42)
- Franciaország (FRA) (29)
- Fülöp-szigetek (PHI) (2)
- Grúzia (GEO) (2)
- Görögország (GRE) (3)
- Hollandia (NED) (18)
- Horvátország (CRO) (9)
- Izland (ISL) (3)
- India (IND) (1)
- Irán (IRI) (3)
- Írország (IRL) (1)
- Japán (JPN) (33)
- Kajmán-szigetek (CAY) (1)
- Kanada (CAN) (52)
- Kazahsztán (KAZ) (38)
- Kína (CHN) (23)
- Kirgizisztán (KGZ) (1)
- Lettország (LAT) (16)
- Lengyelország (POL) (19)
- Libanon (LIB) (2)
- Liechtenstein (LIE) (2)
- Litvánia (LTU) (6)
- Luxemburg (LUX) (1)
- Macedónia (MKD) (2)
- Magyarország (HUN) (9)
- Mexikó (MEX) (1)
- Moldova (MDA) (1)
- Monaco (MON) (3)
- Mongólia (MGL) (2)
- Montenegró (MNE) (1)
- Marokkó (MAR) (1)
- Nagy-Britannia (GBR) (24)
- Németország (GER) (54)
- Nepál (NEP) (1)
- Norvégia (NOR) (28)
- Olaszország (ITA) (41)
- Örményország (ARM) (3)
- Peru (PER) (1)
- Románia (ROU) (22)
- Oroszország (RUS) (67)
- San Marino (SMR) (1)
- Szerbia (SRB) (2)
- Szlovákia (SVK) (30)
- Szlovénia (SLO) (21)
- Spanyolország (ESP) (9)
- Svédország (SWE) (35)
- Svájc (SUI) (26)
- Tajvan (TPE) (4)
- Törökország (TUR) (4)
- Új-Zéland (NZL) (15)
- Ukrajna (UKR) (23)
- Üzbegisztán (UZB) (1)

## Naptár

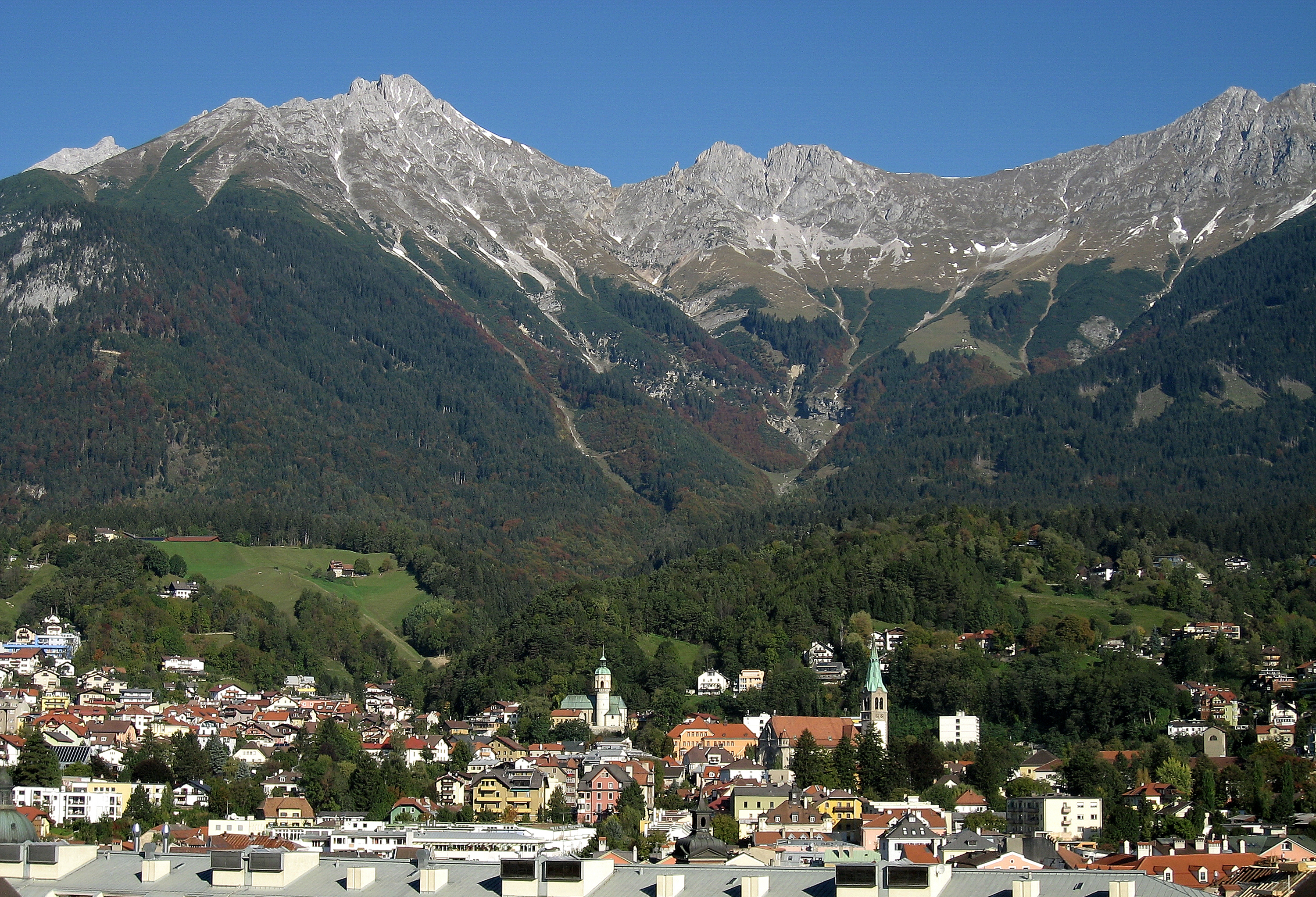
Innsbruck, az I. téli ifjúsági olimpiai játékok helyszíne

Az ifjúsági olimpián 15 sportág 63 versenyszámában avattak bajnokot.
| ● | Nyitóünnepség | ● | Versenynapok | ● | Döntő | G | Gála | ● | Záróünnepség |

| Január                     | 13 | 14 | 15 | 16 | 17 | 18 | 19 | 20 | 21 | 22 | Összes aranyérem |
| -------------------------- | -- | -- | -- | -- | -- | -- | -- | -- | -- | -- | ---------------- |
| Ünnepségek                 | ●  |    |    |    |    |    |    |    |    | ●  |                  |
| Alpesisí                   |    | 2  | 2  |    | 1  | 1  | 1  | 1  | 1  |    | 9                |
| Biatlon                    |    |    | 2  | 2  |    |    | 1  |    | 1  |    | 6                |
| Bob                        |    |    |    |    |    |    |    |    |    | 2  | 2                |
| Curling                    |    | ●  | ●  | ●  | ●  | 1  |    | ●  | ●  | 1  | 2                |
| Északi összetett           |    |    | 1  |    |    |    |    |    |    |    | 1                |
| Gyorskorcsolya             |    | 2  |    | 2  |    | 2  |    | 2  |    |    | 8                |
| Snowboard                  |    | ●  | 2  |    |    |    | 2  |    |    |    | 4                |
| Jégkorong                  | ●  | ●  | ●  | ●  | ●  | ●  | 2  | ●  | ●  | 2  | 4                |
| Műkorcsolya                |    | ●  | ●  | 2  | 2  |    |    |    | 1  | G  | 5                |
| Rövidpályás gyorskorcsolya |    |    |    |    |    | 2  | 2  |    | 1  |    | 5                |
| Síakrobatika               |    | ●  | 2  |    |    |    | 2  |    |    |    | 4                |
| Sífutás                    |    |    |    |    | 2  |    | 2  |    |    |    | 4                |
| Síugrás                    |    | 2  |    |    |    |    |    |    | 1  |    | 3                |
| Szánkó                     |    |    | 1  | 2  | 1  |    |    |    |    |    | 4                |
| Szkeleton                  |    |    |    |    |    |    |    |    | 2  |    | 2                |
| Összes aznapi döntő        |    | 6  | 10 | 8  | 6  | 6  | 12 | 3  | 7  | 5  | 63               |
| Összesítés                 |    | 6  | 16 | 24 | 30 | 36 | 48 | 51 | 58 | 63 |                  |

## Magyar részvétel
Az olimpián 6 sportágban 9 versenyző képviselte Magyarországot, akik összesen 2 érmet szereztek.
| Érem  | Versenyző       | Sportág   | Versenyszám           |
| ----- | --------------- | --------- | --------------------- |
| Ezüst | Kovács Attila   | Jégkorong | Fiú egyéni ügyességi  |
| Ezüst | Gasparics Fanni | Jégkorong | Lány egyéni ügyességi |

## Éremtáblázat
Az alábbi táblázat a 10 legeredményesebb nemzetet és Magyarországot tartalmazza. Az olimpián olyan páros- vagy csapat versenyszámokat is rendeztek, amelyekben a részt vevő csapatokban különböző nemzetek sportolói is szerepeltek. Ezek az érmek a táblázatban „Nemzetek vegyes részvételei” néven vannak feltüntetve.
Magyarország 2 ezüstéremmel az éremtáblázat 21. helyén végzett, Észtországgal holtversenyben.
| Ausztria (rendező nemzet) |
| Magyarország              |

Sorrend: Aranyérmek száma, Ezüstérmek száma, Bronzérmek száma, Nemzetnév
| A 2012. évi téli ifjúsági olimpiai játékok éremtáblázata | A 2012. évi téli ifjúsági olimpiai játékok éremtáblázata | A 2012. évi téli ifjúsági olimpiai játékok éremtáblázata | A 2012. évi téli ifjúsági olimpiai játékok éremtáblázata | A 2012. évi téli ifjúsági olimpiai játékok éremtáblázata | Olimpia  |
| -------------------------------------------------------- | -------------------------------------------------------- | -------------------------------------------------------- | -------------------------------------------------------- | -------------------------------------------------------- | -------- |
|                                                          | Ország                                                   | Arany                                                    | Ezüst                                                    | Bronz                                                    | Összesen |
| 1.                                                       | Németország (GER)                                        | 8                                                        | 7                                                        | 2                                                        | 17       |
| 2.                                                       | Kína (CHN)                                               | 7                                                        | 4                                                        | 4                                                        | 15       |
| 3.                                                       | Ausztria (AUT)                                           | 6                                                        | 4                                                        | 3                                                        | 13       |
| 4.                                                       | Dél-Korea (KOR)                                          | 6                                                        | 3                                                        | 2                                                        | 11       |
| 5.                                                       | Oroszország (RUS)                                        | 5                                                        | 4                                                        | 7                                                        | 16       |
| 6.                                                       | Hollandia (NED)                                          | 4                                                        | 1                                                        | 2                                                        | 7        |
| —                                                        | Nemzetek vegyes részvételei                              | 3                                                        | 3                                                        | 3                                                        | 9        |
| 7.                                                       | Svájc (SUI)                                              | 3                                                        | 0                                                        | 5                                                        | 8        |
| 8.                                                       | Japán (JPN)                                              | 2                                                        | 5                                                        | 9                                                        | 16       |
| 9.                                                       | Norvégia (NOR)                                           | 2                                                        | 5                                                        | 2                                                        | 9        |
| 10.                                                      | Egyesült Államok (USA)                                   | 2                                                        | 3                                                        | 3                                                        | 8        |
|                                                          |                                                          |                                                          |                                                          |                                                          |          |
| 21.                                                      | Magyarország (HUN)                                       | 0                                                        | 2                                                        | 0                                                        | 2        |